# Бароєв Хасан Махарбекович
Хасан Махарбекович Бароєв  (рос. Хасан Махарбекович Бароев, 1 грудня 1982) — російський борець греко-римського стилю, олімпійський чемпіон, чемпіон світу і Європи.

### Виступи на Олімпіадах
| Олімпіада  | Дисципліна              | Місце                     |
| ---------- | ----------------------- | ------------------------- |
| Афіни 2004 | понад 96 кг             | Золото                    |
| Пекін 2008 | середня важка категорія | ( Срібло) дискваліфікація |

У серпні 2015 року розпочалися повторні аналізи на виявлення допінгу зі збережених зразків з Олімпійських ігор у Пекіні 2008 року та Лондоні 2012 року.
Перевірка зразків Бароєва з Пекіна 2008 року призвела до позитивного результату на заборонену речовину дегідрохлорметилтестостерон (туринабол). Рішенням дисциплінарної комісії Міжнародного олімпійського комітету від 17 листопада 2016 року в числі інших 16 спортсменів він був дискваліфікований з Олімпійських ігор в Пекіні 2008 року і позбавлений срібної олімпійської медалі.

### Виступи на Чемпіонатах світу
| Змагання                        | Збірна | Вагова категорія                  | Місце  |
| ------------------------------- | ------ | --------------------------------- | ------ |
| Чемпіонат світу з боротьби 2003 | Росія  | греко-римська боротьба, до 120 кг | Золото |
| Чемпіонат світу з боротьби 2006 | Росія  | греко-римська боротьба, до 120 кг | Золото |
| Чемпіонат світу з боротьби 2007 | Росія  | греко-римська боротьба, до 120 кг | Срібло |
| Чемпіонат світу з боротьби 2010 | Росія  | греко-римська боротьба, до 120 кг | 7      |

### Виступи на Чемпіонатах Європи
| Змагання                         | Збірна | Вагова категорія                  | Місце  |
| -------------------------------- | ------ | --------------------------------- | ------ |
| Чемпіонат Європи з боротьби 2003 | Росія  | греко-римська боротьба, до 120 кг | 7      |
| Чемпіонат Європи з боротьби 2006 | Росія  | греко-римська боротьба, до 120 кг | Бронза |
| Чемпіонат Європи з боротьби 2007 | Росія  | греко-римська боротьба, до 120 кг | Золото |
| Чемпіонат Європи з боротьби 2008 | Росія  | греко-римська боротьба, до 120 кг | Срібло |
| Чемпіонат Європи з боротьби 2011 | Росія  | греко-римська боротьба, до 120 кг | Золото |
| Чемпіонат Європи з боротьби 2012 | Росія  | греко-римська боротьба, до 120 кг | Срібло |

### Виступи на Кубках світу
| Змагання                    | Збірна | Вагова категорія                  | Місце  |
| --------------------------- | ------ | --------------------------------- | ------ |
| Кубок світу з боротьби 2003 | Росія  | греко-римська боротьба, до 120 кг | Срібло |
| Кубок світу з боротьби 2006 | Росія  | греко-римська боротьба, до 120 кг | Срібло |
| Кубок світу з боротьби 2008 | Росія  | греко-римська боротьба, до 120 кг | 4      |

### Виступи на інших змаганнях
| Змагання                                                        | Збірна | Вагова категорія                  | Місце  |
| --------------------------------------------------------------- | ------ | --------------------------------- | ------ |
| Гран-прі Німеччини з боротьби 2004                              | Росія  | греко-римська боротьба, до 120 кг | 4      |
| Турнір Івана Піддубного 2008                                    | Росія  | греко-римська боротьба, до 120 кг | Золото |
| Турнір Івана Піддубного 2011                                    | Росія  | греко-римська боротьба, до 120 кг | Золото |
| Вогні Москви 2011                                               | Росія  | греко-римська боротьба, до 120 кг | Золото |
| Турнір Івана Піддубного 2012                                    | Росія  | греко-римська боротьба, до 120 кг | Золото |
| Тор Мастерс 2012                                                | Росія  | греко-римська боротьба, до 120 кг | Срібло |
| Олімпійський кваліфікаційний турнір з боротьби 2012 (Софія)     | Росія  | греко-римська боротьба, до 120 кг | 8      |
| Олімпійський кваліфікаційний турнір з боротьби 2012 (Гельсінкі) | Росія  | греко-римська боротьба, до 120 кг | Золото |
| Кубок Владислава Пітласинські 2012                              | Росія  | греко-римська боротьба, до 120 кг | Золото |

### Виступи на змаганнях молодших вікових груп
| Змагання                                       | Збірна | Вагова категорія                  | Місце  |
| ---------------------------------------------- | ------ | --------------------------------- | ------ |
| Чемпіонат Європи з боротьби серед юніорів 2000 | Росія  | греко-римська боротьба, до 97 кг  | Бронза |
| Чемпіонат світу з боротьби серед юніорів 2000  | Росія  | греко-римська боротьба, до 97 кг  | Золото |
| Чемпіонат світу з боротьби серед юніорів 2001  | Росія  | греко-римська боротьба, до 130 кг | Золото |
| Чемпіонат Європи з боротьби серед юніорів 2002 | Росія  | греко-римська боротьба, до 120 кг | Золото |
| Чемпіонат світу з боротьби серед кадетів 1999  | Росія  | греко-римська боротьба, до 85 кг  | Срібло |